# Силы беспилотных систем Украины
Силы беспилотных систем (СБС) (укр. Сили безпілотних систем) — род войск вооружённых сил Украины, созданный в 2024 году с целью наращивания возможностей обороны с использованием беспилотных и роботизированных воздушных, морских и наземных систем.

## Предпосылки
Мнения о применении беспилотных систем появились ещё в 2016 году, когда украинские военные впервые начали сбрасывать на голову противника гранаты. Заместитель главкома ВСУ Вадим Сухаревский отмечал, что «с тех пор в отдельных подразделениях это стало мейнстримом. С годами наработалась мощная база и опыт применения разных БПЛА на поле боя.»
С начала полномасштабного вторжения России в Украину беспилотные летательные аппараты (БПЛА) стали неотъемлемой частью боевых действий, и запрос на них от украинских военных стремительно вырос. Активно применяемые обеими сторонами дроны стали определять ход действий на поле боя. В условиях частого недостатка артиллерийских снарядов и других средств поражения в украинской армии начали массово применять сброс боеприпасов с беспилотников. Ещё более эффективными, чем «сбросы», оказались FPV-дроны, которые стали применяться в составе рот ударных беспилотных авиационных комплексов (укр. РУБпАК). Украина, вырвавшаяся вперёд в области применения коммерческих БПЛА, была вынуждена догонять Россию в сфере боевых разведывательных и ударных беспилотников. Предпринимались определённые шаги: закупленный в Турции Bayraktar TB2 в октябре 2021 года был впервые применён на Донбассе, поразив артиллерийскую батарею. Разрабатывались и аналоги российского «Орлана», в частности «Лелека», «Фурия» и PD-1. Масштабное производство подобных беспилотников было развёрнуто только после начала полномасштабной войны, причём зачастую в порядке частной инициативы. В октябре 2022 года «Укроборонпром» сообщал о создании дальнобойных стратегических беспилотников. Помимо атак на Москву, которые носили скорее психологическое значение, украинские беспилотники поражали достаточно важные военные объекты.
Украинские надводные брандеры не раз принимали участие в атаках на российские корабли и береговую инфраструктуру.

## История

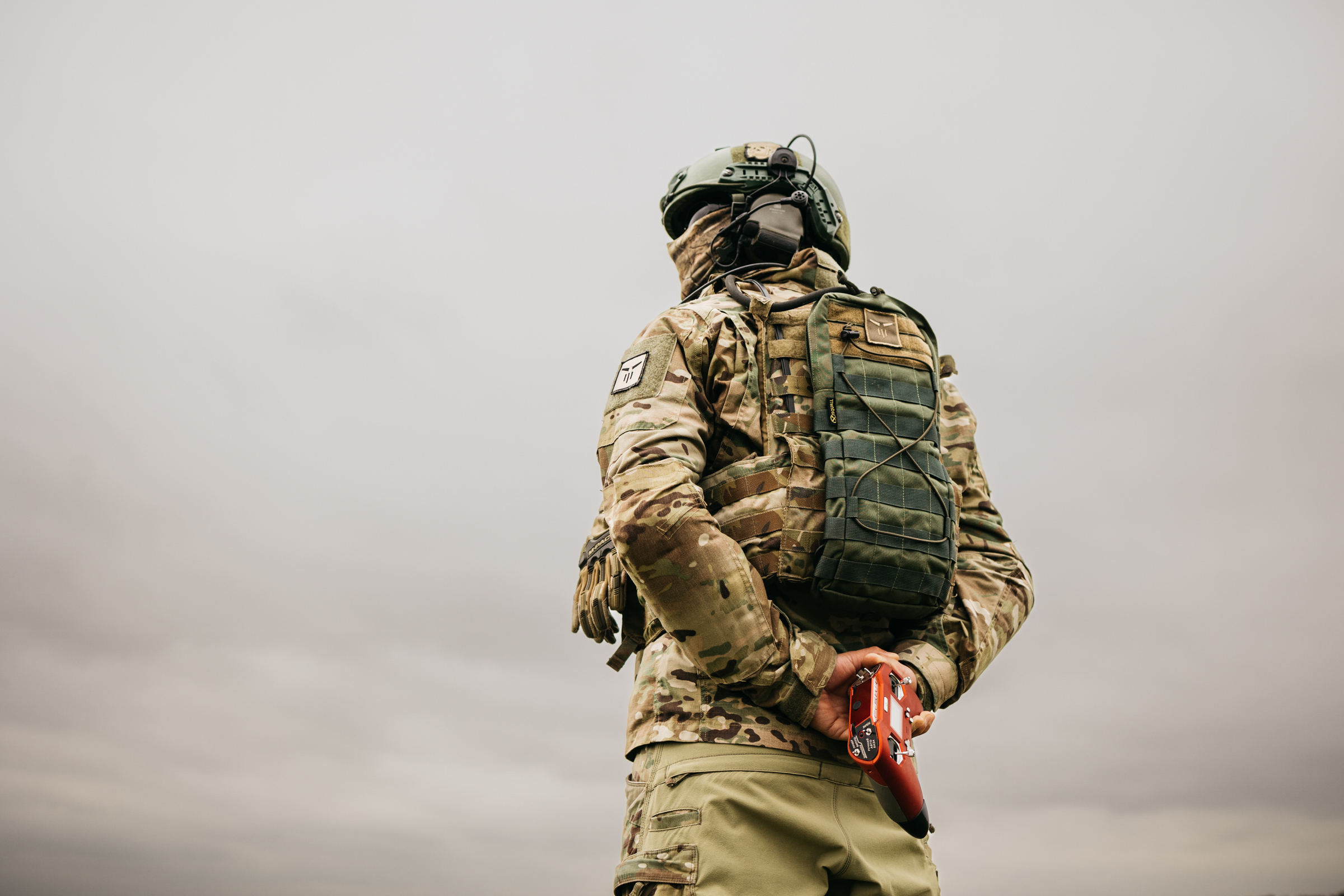
Украинский оператор БПЛА

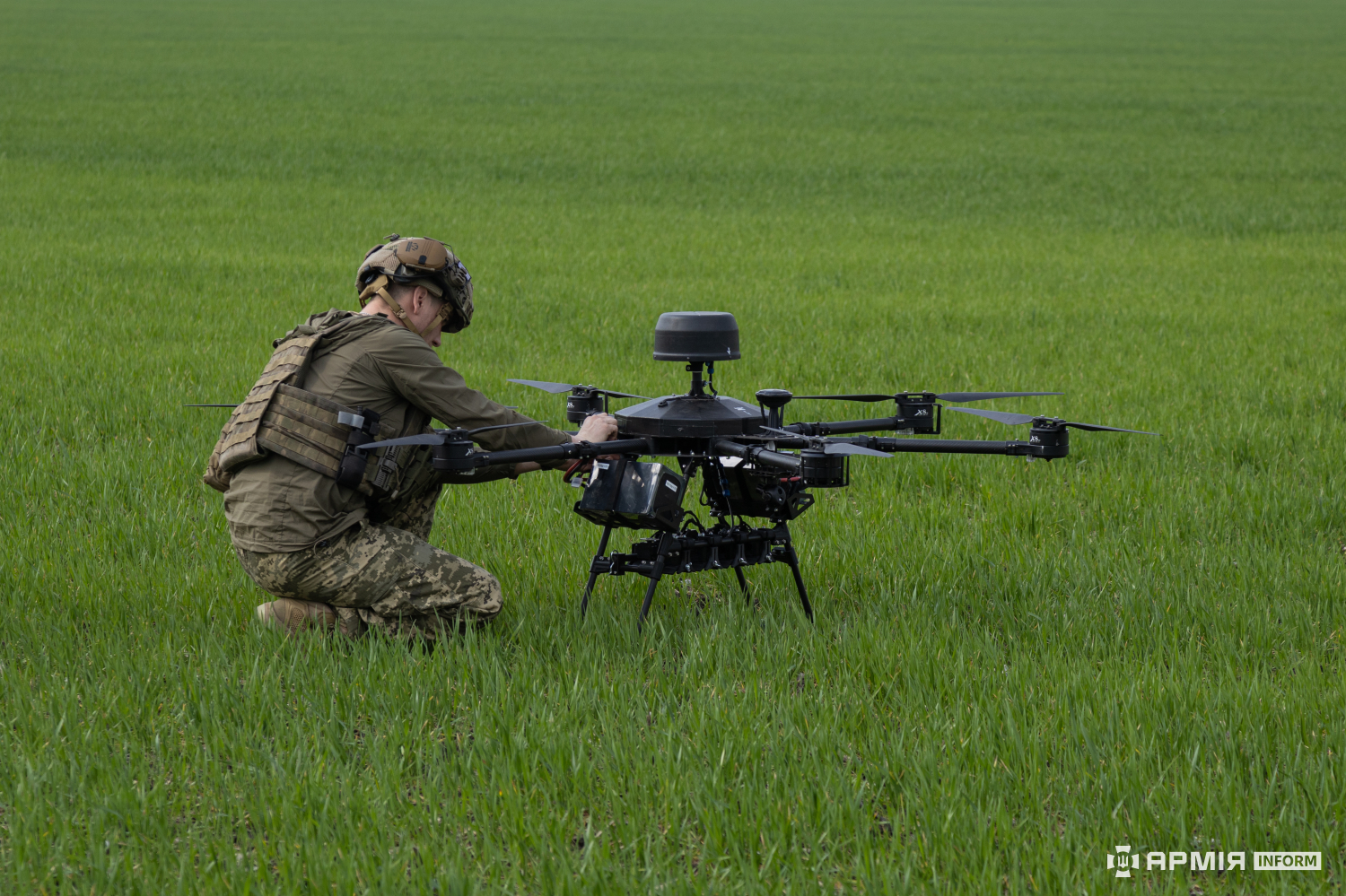
Подготовка дрона-бомбардировщика к полёту

В августе 2023 года стало известно о формировании 385-й отдельной бригады морских беспилотных комплексов специального назначения военно-морских сил.
В декабре 2023 года президент Украины Владимир Зеленский анонсировал изготовление 1 миллиона FPV-дронов за 2024 год.
В январе 2024 года главнокомандующий вооружёнными силами Украины Валерий Залужный подписал приказ, которым создал первую отдельную воинскую часть БПЛА. Ротно-тактическая группа «Птицы Мадяра» (укр. «Птахи Мадяра») из состава 59-й отдельной мотопехотной бригады стала 414-м отдельным батальоном ударных беспилотных авиационных систем (укр. 414-й окремий батальйон ударних безпілотних авіаційних систем (ОБУБАС)) в составе морской пехоты.
Перед своей отставкой Залужный изложил свою стратегию победы над Россией и проблемы, сдерживающие Украину в военном отношении. В его колонке говорилось о том, что беспилотные системы являются основным фактором изменения стратегии и способов применения войск и перечислены пути повышения влияния беспилотников и других новейших систем на эффективность боевых действий.
6 февраля 2024 года Владимир Зеленский подписал указ о создании нового рода войск — Сил беспилотных систем. В своём он подчеркнул важность дронов на поле боя и обоснование формирования:

Дроны — беспилотные системы — доказали свою эффективность в боях на земле, в небе и в море. Украина реально изменила ситуацию в Чёрном море благодаря дронам. Отражение штурмов на земле — это во многом работа именно дронов. Масштабное уничтожение оккупантов и их техники — это тоже дроны.
9 февраля 2024 года стало известно, что полковник Вадим Сухаревский станет заместителем нового главнокомандующего ВСУ Александра Сырского и будет отвечать за беспилотные системы. С февраля 2022 года Сухаревский был командиром 59-й отдельной мотопехотной бригады, в составе которой действовала одна из самых известных рот БПЛА «Птицы Мадяра». 59 бригада за 2 года войны, находясь на передовых позициях линии фронта, понесла наименьшие потери личного состава, именно благодаря внедрению и эффективному использованию БПЛА.

## Структура
В структуре генерального штаба вооружённых сил Украины создано центральное управление беспилотных систем.
Центр исследований и разработки (R&D) СБС занимается прогнозированием развития войны и технологий, решением критических проблем фронта, внедряет инновационные решения и разрабатывает тактики для их применения на поле боя, распространяя полученный опыт.

### Подразделения
- 412 отдельный полк «Nemesis»
- 413 отдельный батальон «Рейд»
- 424 отдельный батальон «Svarog»
- 14 отдельный полк беспилотных авиационных комплексов
- батальон «Flying Skull»
- 59-я отдельная штурмовая бригада «Степные хищники»
- 9 отдельная бригада

## Командующие
- Полковник Герой Украины, Вадим Сухаревский (10 июня 2024 — 3 июня 2025)[15][16];
- Майор Герой Украины, Роберт Бровди (с 3 июня 2025)[17][18].